# Yasuaki Okamoto
Yasuaki Okamoto (岡本 賢明 Okamoto Yasuaki?), född 9 april 1988 i Kumamoto prefektur, är en japansk fotbollsspelare.
Okamoto började sin karriär 2007 i Consadole Sapporo. Han spelade 147 ligamatcher för klubben. 2014 flyttade han till Roasso Kumamoto.